# Niels Fuglsang
Pour les articles homonymes, voir Fuglsang.
Niels Fuglsang, né le 29 juin 1985 à Copenhague, est un homme politique danois, membre de Social-démocratie. Il est élu député européen en 2019.

## Biographie
Niels Fuglsang est diplômé en 2012 en sciences politiques de l'université de Copenhague. Au cours de ses études, il effectue un semestre à Sciences Po Paris.
Après ses études, il travaille comme conseiller politique de du député européen Dan Jørgensen, puis comme consultant pour la Social-démocratie. Il est également chargé de cours à l'université de Copenhague.
Il est élu député européen lors des élections européennes du 26 mai 2019 sur la liste sociale-démocrate menée par Jeppe Kofod. Après son élection, il siège au sein de la commission de l'industrie, de la recherche et de l'énergie du Parlement européen.
En 2022, il obtient un doctorat en sciences politiques à l'école de commerce de Copenhague.
Candidat sur la liste de Christel Schaldemose, il est réélu pour un second mandat lors des élections européennes de juin 2024.